# 桂英澄
桂 英澄（かつら ひでずみ、1918年6月26日 - 2001年1月28日）は、日本の小説家。父は東京帝国大学教授（金属工学）の桂弁三。姉は洋画家・桂ゆき。

## 経歴
東京市本郷区生まれ。1943年京都帝国大学文学部哲学科卒。在学中から太宰治に師事。卒業後NHKに入社、戦後放浪生活に入り八年ほど療養生活をしたのち、同人誌に創作を発表。1971年『早稲田文学』に「寂光」を連載、72年同作で直木賞候補となる。

## 著書
- 『世界の文化遺産 中学生 7 サラセン編』宝文館 1959
- 『世界の文化遺産 中学生 2 エジプト編』宝文館 1959
- 『船のない港』審美社 1962
- 『古都の女』審美社 1965
- 『エジプト・サラセン古代史考』鷺の宮書房 1969
- 『寂光』筑摩書房 1972
- 『幕末の絵師 若き日の狩野芳崖』新人物往来社 1972
- 『太宰治と津軽路』平凡社 1973 歴史と文学の旅
- 『万骨の野』光風社書店 1974
- 『桜桃忌の三十三年』未来工房 1981 多摩豆本
- 『西遊記・空とぶ悟空』石倉欣二絵 新学社・全家研 1989 少年少女こころの図書館
- 『東郷平八郎 近代日本最大の危機を救ったZ旗の提督』井口文秀絵 新学社・全家研 1991 少年少女こころの伝記
- 『徳川家康 戦乱の世を忍耐で生き、天下をとった人』安井庸浩絵 新学社・全家研 1991 少年少女こころの伝記
- 『わが師太宰治に捧ぐ』清流出版 2009

## 共編著
- 『太宰治の魅力』竹内良夫、別所直樹共著 檀一雄編 大光社 1966
- 『小学生が見た大正末期・昭和のはじめ 綴方教育の記録から』編 東宛社 1994
  - 改題『あの日のいのちが甦る 大正末期から昭和にかけての小学生の記録』東宛社 1997

## 参考
- 桂 英澄とは - コトバンク
- 桂英澄とは - コトバンク
- 『日本近代文学大辞典』講談社 1984